# Ryszard Siwiec
Ryszard Siwiec (polská výslovnost: Ryšard Šivěc; narozen 7. března 1909 Dębica – 12. září 1968 Varšava) se stal v září 1968 první živou pochodní ve Východním bloku na protest proti srpnové invazi vojsk Varšavské smlouvy do Československa.

## Život
Ryszard Siwiec se narodil 7. března 1909 v Dębici; zde ukončil základní školu. V raném dětství ztratil otce; poté se s matkou přestěhoval do Lvova, kde navštěvoval gymnázium Jana Dlugosze. Po jeho absolvování studoval na Universitě Jana Kazimíra ve Lvově, kde získal titul magistra filosofie.
Roku 1936 se přestěhoval natrvalo do Přemyšle, a do začátku druhé světové války pracoval na berním úřadě. Za války byl spolupracovníkem odbojové Zemské armády (Armia Krajowa, AK). Po osvobození pracoval jako účetní v družstvu Win. Byl otcem pěti dětí. Jeho syn Wit Siwiec žije v Kanadě. Na stadión, kde se jeho otec upálil, se poprvé podíval v roce 2013.

### Upálení
Na protest proti invazi armád Varšavské smlouvy do Československa se 8. září 1968 upálil při celostátních dožínkách na varšavském Stadiónu Desetiletí za přítomnosti vedení polské komunistické strany, diplomatů a přibližně sta tisíc diváků. Svůj čin pečlivě naplánoval. Na magnetofon namluvil poselství, v němž obvinil Moskvu ze snahy rozpoutat další světovou válku. Na Stadionu Desetiletí se polil rozpouštědlem, a křičel, že protestuje proti okupaci Československa. Na místě se našla aktovka s letáky. Po uhašení byl odvezen do nemocnice, kde byl hlídán příslušníky tajné policie. Zemřel po 4 dnech v důsledku popálenin (více než 85 % povrchu těla). Byl pochován na hřbitově v Přemyšli.
Na stadionu si ohně všimla jen část přítomných. Proto se komunistické tajné policii podařilo jeho protest před veřejností utajit. Teprve na jaře 1969 odvysílala polská redakce Rádia Svobodná Evropa zprávu o jeho činu.

## Posmrtné pocty
V roce 1991 polský režisér Maciej Drygas natočil film věnovaný Siwiecovi Usłyszcie mój krzyk („Uslyšíte můj křik“), který získal cenu Evropské filmové akademie Felix v kategorii dokumentů. Název filmu tvoří slova z Siwiecovy závěti, kterou sepsal dva dny před sebeupálením. Ve filmu byly využity dříve utajované záběry Polské filmové kroniky. Později byly nalezeny další filmové záběry, které na Stadionu Desetiletí natočili příslušníci tajné policie; nyní jsou v Archivu Institutu národní paměti ve Varšavě.
V červnu 1991 rada města Přemyšle rozhodla, že nový tamní most přes San ponese Siwiecovo jméno. V roce 2001 prezident České republiky Václav Havel posmrtně vyznamenal R. Siwiece Řádem Tomáše Garrigua Masaryka prvního stupně. Jeho rodina odmítla 4. září 2003 přijmout vyznamenání od polského prezidenta Aleksandra Kwaśniewského z postkomunistické strany Svaz demokratické levice. V roce 2006 byl R. Siwiec vyznamenán také slovenským prezidentem Ivanem Gašparovičem, a to Řádem bílého dvojkříže třetí třídy. V prosinci 2008 byla po Siwiecovi pojmenována ulice na pražském Žižkově, v níž má své sídlo Ústav pro studium totalitních režimů. V této ulici byl 20. srpna 2010 hrdinovi odhalen Pomník Ryszarda Siwiece, jehož autorem je polský umělec Marek Moderau. Aktu se zúčastnily i některé politické osobnosti Polska a Česka.

## Analogie
Podobným způsobem protestovali:
- v ČSSR Jan Palach, Jan Zajíc, Josef Hlavatý, Evžen Plocek a Michal Lefčík
- v Litevské SSR Romas Kalanta a Vytautas Vičiulis
- v Lotyšské SSR Elijahu Rips
- v Maďarsku Sándor Bauer
- v Rumunsku Márton Moyses
- na Ukrajině Oleksa Hirnyk a Vasil Makuch
- ve Španělsku Francisco Herranz
- v Polsku Piotr Szczęsny a Walenty Badylak